# Art of the Devil
Art of the Devil (títol original, คนเล่นของ o Khon len khong) és una pel·lícula de terror tailandesa del 2004, dirigida per Tanit Jitnukul. Té dues seqüeles,  Art Of The Devil 2  (2005) i  Art Of The Devil 3  (2008), però aquestes pel·lícules compten amb una història diferent amb nous personatges. Art of Devil, es va estrenar el 17 de juny del 2004, i va ser la quarta pel·lícula el seu primer cap de setmana, darrere de  La volta al món en 80 dies ,  Harry Potter i el pres d'Azkaban , i  The Punisher . Es va quedar al 4t lloc durant dues setmanes més abans de passar al 5è en la seva quarta setmana a la taquilla.

## Argument[2]
Boom li confessa al seu espòs milionari que ha quedat embarassada, intenta comprar el seu silenci, per a després arreglar-li una violació multitudinària, amb resultats desastrosos tant per a ella com per a la criatura nonada. Tanmateix, la família pròxima de l'instigador començarà a morir de maneres inusitades i poc comunes, regirant-se en violentes convulsions per a finalment vomitar coàguls de sang amb vidres i altres objectes tallants i morir en qüestió de minuts.
Els supervivents seran delmats tractant de descobrir l'autoria dels crims amb l'ajuda d'un reporter que aconsegueix adonar-se i advertir del vudú (molt recurrent en Tailàndia) implícit en els crims, i denunciar una persona que s'ha infiltrat sigil·losament en el cercle familiar per culminar la seva revenja...

## Repartiment
- Arisa Wills: Nan
- Supakson Chaimongkol: Boom
- Krongthong Rachatawan: Kamala
- Tin Settachoke: Prathan
- Somchai Satuthum: Danai
- Isara Ochakul: Ruj
- Nirut Sutchart: Neng
- Krittayod Thimnate: Bon